# Province de Teruel
La province de Teruel (en espagnol : Provincia de Teruel - en catalan : Província de Terol) est l'une des trois provinces de la communauté autonome d'Aragon, dans l'est de l'Espagne. Sa capitale est la ville de Teruel.

## Géographie
La province de Teruel se trouve au sud de la communauté autonome et couvre une superficie de 14 804 km2.
La province est bordée au nord par la province de Saragosse, au nord-est par la province de Tarragone (Catalogne), à l'est par la province de Castellón et au sud par la province de Valence (ces deux dernières dans la Communauté valencienne), à l'ouest par les provinces de Cuenca et de Guadalajara (communauté autonome de Castille-La Manche).
De morphologie montagneuse, la province offre un climat qui est un des plus rudes en Europe pour sa sécheresse. On observe des variations thermiques de 20 °C en l'espace quelques heures à certaines époques de l'année. Au chef-lieu, les températures extrêmes relevées sont 39 °C (3 juillet 1994) et −19 °C (26 décembre 2001).

## Population
La province compte 145 277 habitants en 2010. 

## Subdivisions

### Comarques
La province de Teruel est subdivisée en 10 comarques :
- Bajo Martín,
- Jiloca,
- Cuencas Mineras,
- Andorra-Sierra de Arcos,
- Bajo Aragón,
- Comunidad de Teruel,
- Maestrazgo,
- Sierra de Albarracín,
- Gúdar-Javalambre,
- Matarraña/Matarranya.

### Communes
La province compte 236 communes (municipios en espagnol), dont la moitié a moins de 200 habitants. La densité de la population est de 9,6 hab./km2.
Les communes les plus peuplées sont :
| Nom                    | Population (2006) | Comarque                |
| ---------------------- | ----------------- | ----------------------- |
| Teruel                 | 33 673            | Comunidad de Teruel     |
| Alcañiz                | 15 447            | Bajo Aragón             |
| Andorra                | 8 034             | Andorra-Sierra de Arcos |
| Calamocha              | 4 473             | Jiloca                  |
| Calanda                | 3 709             | Bajo Aragón             |
| Alcorisa               | 3 633             | Bajo Aragón             |
| Utrillas               | 3 289             | Cuencas Mineras         |
| Cella                  | 2 935             | Comunidad de Teruel     |
| Monreal del Campo      | 2 558             | Jiloca                  |
| Albalate del Arzobispo | 2 200             | Bajo Martín             |

## Économie

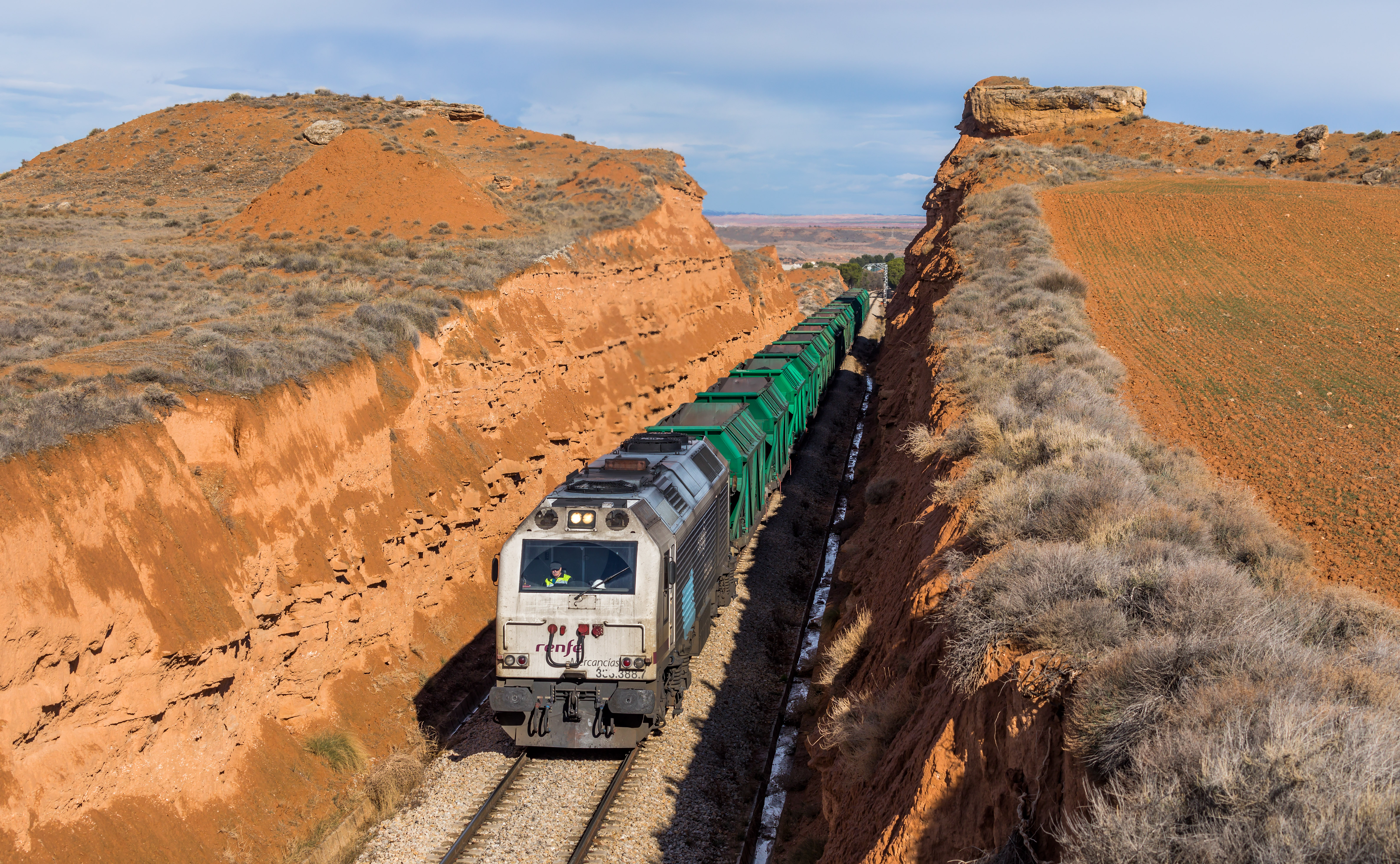
Dans la province de Teruel, un train de marchandises quittant juste la gare de Samper de Calanda rejoint la Centrale thermique de Teruel. Mars 2018.

L'économie de la province repose principalement sur la culture de céréales et sur le tourisme. À noter, l'importance de la fabrication des jambons, qui bénéficient d'une appellation d'origine.
Sur le plan industriel, sont importants les secteurs minier et électrique. Il existe de grandes exploitations de charbon et également d'argiles et de kaolin. La région possède deux centrales thermiques au charbon, celle d'Andorra (1 050 MW) et celle d'Escucha.
Elle dispose de deux stations de ski : Javalambre et Valdelinares, toutes deux dans les montagnes de Javalambre et Gúdar au sud de la province.
Face à la dépopulation et au faible développement économique, il existe un mouvement citoyen appelé Teruel Existe, qui défend la revitalisation de la province et reporte la faute sur l'État pour le manque d'investissements dans les infrastructures de communications.